# Viul Station
Viul Station (Viul stoppested) var en jernbanestation på Roa-Hønefossbanen, der lå i Ringerike kommune i Norge.
Stationen blev oprettet som holdeplads 16. august 1915. Den blev nedgraderet til trinbræt 15. januar 1972 og nedlagt 28. maj 1989.
Stationsbygningen blev flyttet dertil fra Brandbu Station på Røykenvikbanen, der havde fået en ny og større nogle år før. Bygningen blev revet ned i 1987. Pakhuset eksisterer dog stadig og benyttes af emballageproducenten Huhtamaki.